# 喬薩克灣

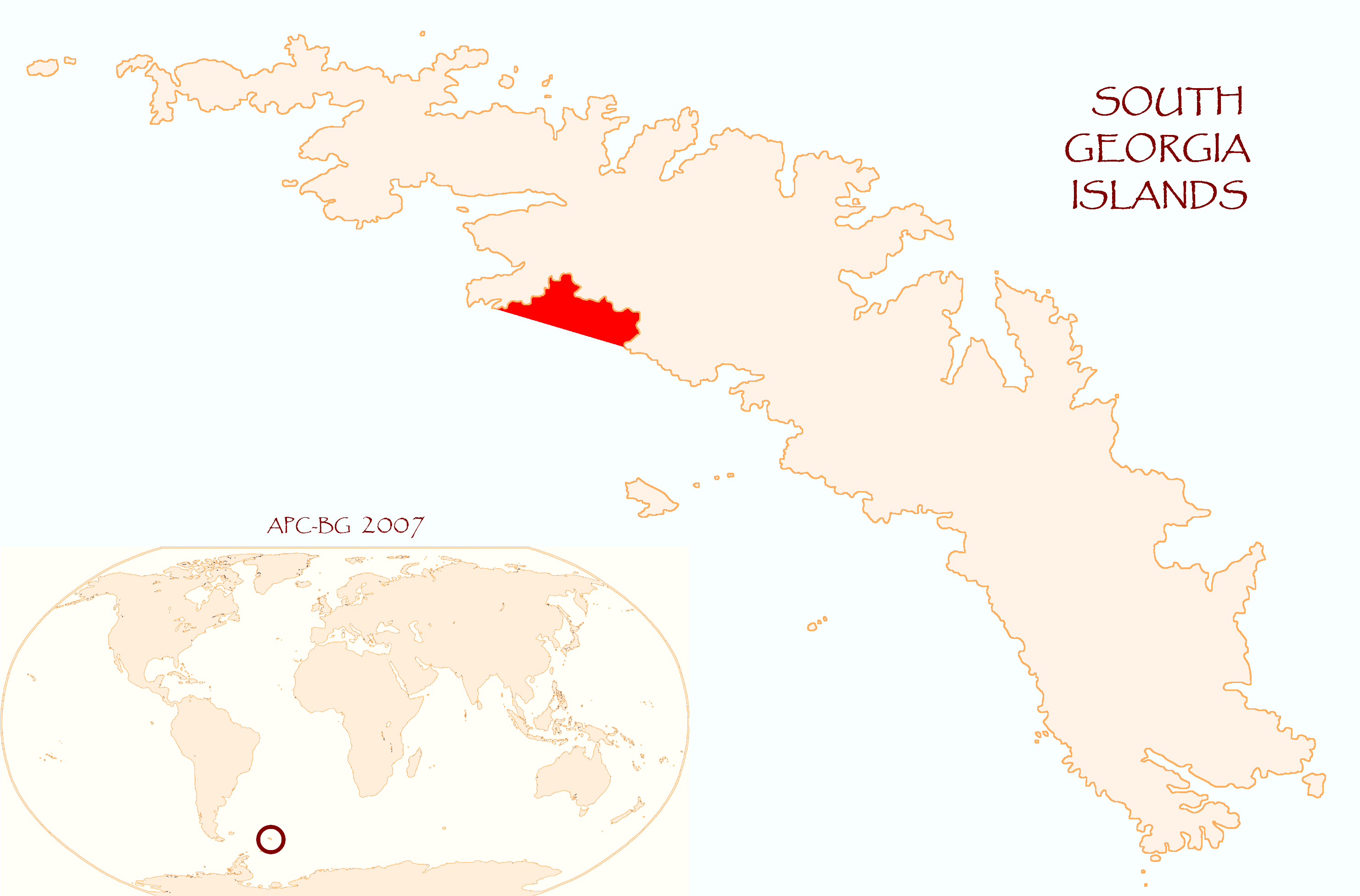

喬薩克灣（英語：Jossac Bight），是南極洲的海灣，位於英國海外領土南喬治亞島，處於霍姆斯特蘭角和阿斯帕西亞角之間，長13公里。